# Bernard William Gobin
Bernard William „Bernie“ Gobin (* 8. Dezember 1930 in Darrington, Washington; † 4. Mai 2009 auf der Tulalip-Reservation, Washington) war ein US-amerikanischer Bildhauer, Fischer, Musiker und politischer Führer der Tulalip-Stämme.

## Leben
Bernard Gobin wuchs in der Tulalip-Reservation auf und verließ die Schule nach der siebten Klasse. Trotzdem bildete er sich weiter und erlernte das traditionelle Wissen der Snohomish und anderer Salish-Stämme. Sein Vater brachte ihm das Schnitzen und Malen bei, was er später an seine Söhne und andere weitergab. Neben seiner künstlerischen Tätigkeit war Bernard Gobin ein erfolgreicher kommerzieller Fischer und engagierte sich politisch für die Rechte und das kulturelle Erbe der Tulalip-Stämme.

## Werk
Bernard Gobin schuf eine Vielzahl von Kunstwerken, darunter Trommeln, Masken, Rasseln und andere zeremonielle Gegenstände, die tief in der Tradition der Salish verwurzelt sind. Seine Arbeiten zeichnen sich durch handwerkliche Präzision und die Verwendung traditioneller Motive aus. Er war auch als Musiker aktiv und spielte traditionelle Musik, um das kulturelle Erbe seiner Gemeinschaft zu bewahren.

## Einsatz für Fischereirechte
In den 1970er Jahren spielte Bernard Gobin eine entscheidende Rolle im Kampf um die Wiedererlangung der vertraglich zugesicherten Fischereirechte der amerikanischen Ureinwohner. Er setzte sich für den Bau einer Fischzuchtanlage im Tulalip Reservat ein, die 1983 eröffnet und später zu seinen Ehren in Bernie Kai-Kai Gobin Fish Hatchery umbenannt wurde. Diese Einrichtung leistet einen wichtigen Beitrag zur Erhaltung und Wiederherstellung der Lachspopulationen in der Region.

## Politisches Engagement
Bernard Gobin war viele Jahre im Vorstand des Tulalip-Stammes und in anderen Positionen der Stammesregierung tätig. Er setzte sich unermüdlich für den Erhalt und die Weitergabe des indigenen Erbes ein und spielte eine Schlüsselrolle bei der wirtschaftlichen Entwicklung des Tulalip Reservats, einschließlich der Förderung von Projekten wie dem Bau von Casinos und dem Dorf Quil Ceda.